# جولييت طومسون
جولييت تومسون (1873–1956) كانت رسامة أمريكية وتلميذة للزعيم البهائي عبد البهاء، وقد اشتهرت بكتابها "مذكرات جولييت تومسون"، إلى جانب رسمها لصورة بالحجم الطبيعي لعبد البهاء.

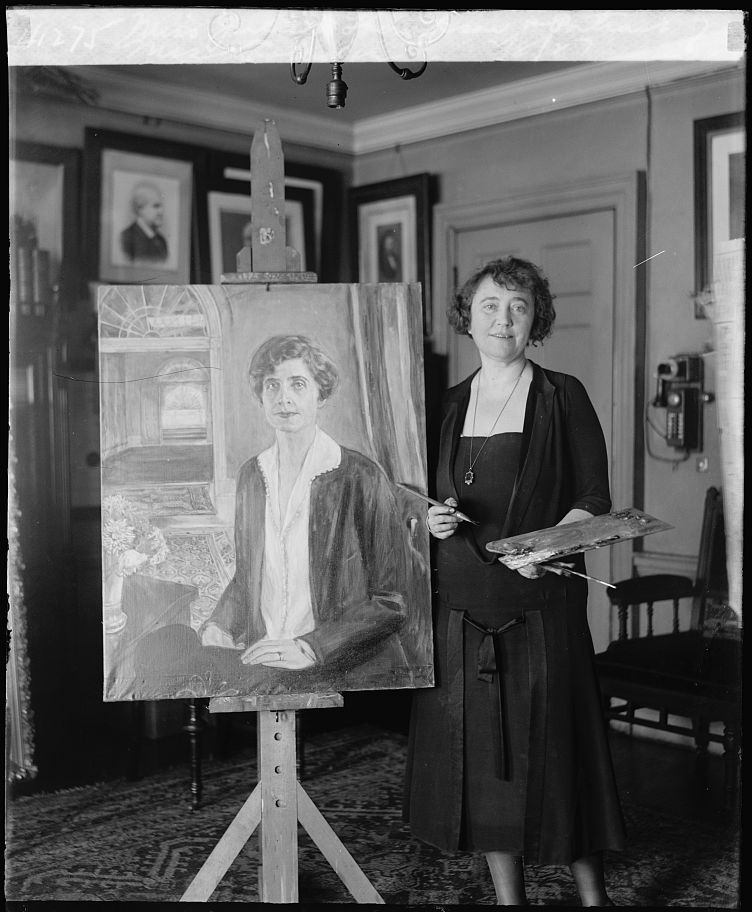
من مجموعة صور مكتبة الكونجرس، جولييت تومسون مع صورتها للسيدة الأولى غريس كوليدج

## [2][3][4]الحياة المبكرة والتعليم
وُلدت تومسون في واشنطن العاصمة أو بالقرب منها، في 23 من شهر أيلول سنة 1873. أرسلها والداها، جيمس دبليو تومسون وسيليست، إلى مدرسة كوركوران للفنون (قبل أن يُعاد تسميتها بكلية كوركوران). بعد وفاة والدها حين كانت تبلغ الثانية عشرة من العمر، لم يترك للعائلة سوى القليل من المال، لكن تومسون استطاعت أن تبيع لوحاتها وهي صغيرة. كانت عضوًا نشطًا في مجتمع الفنانين بواشنطن العاصمة، ورسمت لوحة مركزية للمعرض السنوي لنادي كوزموس عام 1897.

## الديانة البهائية
تعرفت تومسون على الدين البهائي في واشنطن العاصمة قرابة عام 1898. ثم سافرت إلى باريس بدعوة من والدة لورا دريفوس بارني. وفي سنة 1901، التقت في باريس بتوماس بريكويل، الذي قدّم لها وصفآرثر دو غوبينو باللغة الفرنسية لإعدام الباب، ما زاد من رسوخ إيمانها. وفي باريس أيضًا، التقت بتشارلز ماسون ريمي أثناء حضورها دروس الدين التي كان يقدمها ميرزا أبو الفضل.
خلال زيارة عبد البهاء للولايات المتحدة، ألقى إحدى محاضراته في منزل جولييت تومسون بتاريخ 15 من شهر تشرين الثاني 1912، في 48 شارع ويست تينث في نيويورك. وفي هذه المحاضرة، تناول الحديث عن الصفات المميزة للدين البهائي.
خلال الحرب العالمية الأولى، ألقت تومسون محاضرات حول موضوع "السلام الأعظم"، وهو من الموضوعات الجوهرية في التعاليم البهائية. وفي أربعينيات القرن العشرين، قامت بعدة رحلات طويلة إلى المكسيك من أجل نشر الدين البهائي هناك.

### التواصل مع الفنانين
عرفت تومسون خليل جبران، الذي كان جارًا لها وصديقًا مقربًا. وقد روت العديد من الحكايات عنه، مشيرةً إلى أنه التقى عبد البهاء عدة مرات بين سنتي 1911 و1912.
في سنة 1918، التقى الفنان مارك توبي بجولييت تومسون خلال جلسة رسم، حيث قرأ بعض الأدب البهائي التي كانت بحوزتها، ثم قبل دعوة لحضور لقاءات في "جرين أكري" وهناك اعتنق الدين البهائي.
كما حضر أوز وايتهايد اجتماعًا إعلاميًا حول الدين البهائي عُقد في منزل تومسون سنة 1950.

### صورة عبد البهاء

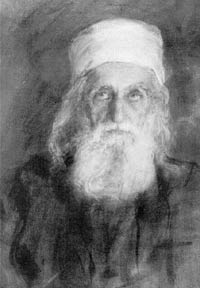
عبد البهاء بريشة جولييت تومسون، رسمت في ثلاث جلسات في حزيران1912

التقت جولييت عبد البهاء لأول مرة خلال رحلته الأولى إلى الغرب في خريف سنة 1911 في بلدة تونون ليه باين بفرنسا. وخلال زيارته الثانية، عندما وصل إلى نيويورك، جلس لعدة أيام بدءًا من الأول من حزيران ليرسم لها صورة بالحجم الطبيعي. قال عبد البهاء خلال الجلسة: "أريدك أن ترسمي عبوديتي لله". وفي إحدى الجلسات الأخرى بتاريخ 19 من حزيران، كانت تومسون شاهدةً على تكليف لوا جيتسنجر بمهمة تبليغ مكانة عبد البهاء بصفته "مركز العهد"، وإعلانه أن نيويورك ستكون "مدينة العهد".
للأسف، فُقدت النسخة الأصلية لهذه اللوحة، إلا أن هناك نسخًا فوتوغرافية منها. وقد عرضت نسخة طبق الأصل منها في المؤتمر العالمي البهائي الثاني سنة 1992، وهناك نسخة أخرى محفوظة قرب قاعة الاجتماعات الخاصة ببيت العدل الأعظم.

### الحج
خلال حياتها، قامت تومسون برحلتين للحج البهائي. بدأت الرحلة الأولى في تموز 1909، حيث شرعت في كتابة مذكراتها التي أصبحت لاحقًا مرجعًا هامًا عن رحلات عبد البهاء إلى الغرب، خصوصًا زيارته إلى أوروبا عام 1911 وبعض أسفاره في أمريكا سنة 1912.
أما رحلتها الثانية فكانت في سنة 1926.

## الموت
توفيت جولييت تومسون يوم 4 كانون الأول سنة 1956 في منزلها في نيو روشيل، نيويورك. وفي حفل تأبينها الذي أقيم في دار العبادة البهائية في ويلميت، ألقى العديد من الشخصيات كلماتهم أو أرسلوا رسائل، ومنهم عدد من أيادي أمر الله، بول إي. هاني، تشارلز ماسون ريمي، هوراس هولي، أميليا إنجلدر كولينز، وكذلك تشارلز وولكوت، الذي أصبح لاحقًا عضوًا في بيت العدل الأعظم، بالإضافة إلى عدد من الشخصيات البهائية البارزة.

## اللوحات
بدأت تومسون حياتها الفنية كرسامة بورتريه، وكان أول عرض رسمي لها في معرض نودلر. عملت لسنوات كرسامة بورتريه في واشنطن العاصمة، ثم لاحقًا في نيويورك، مع اهتمامها بأنواع أخرى من الفنون.
بين عامي 1898 و1900 درست الفن في فرنسا وعرضت أعمالها هناك. وعند عودتها إلى الولايات المتحدة حوالي سنة 1902، استقرت في نيويورك. كانت عضوة في مجلس إدارة مجموعة The Pastellists، التي تأسست سنة 1910، وكان من أعضائها جيروم مايرز وإيفرت شين، بينما ترأسها ليون دابو.
ساهمت تومسون في دعم قضايا إنسانية عدة عبر تبرعاتها الفنية، من بينها دعم عيادة طبية مجانية مبكرة، تأييد حق المرأة في التصويت، مبادرات لحماية الأطفال من حياة الشوارع، وجهود إغاثة النساء والأطفال خلال الحرب العالمية الأولى.
ومن بين الشخصيات التي رسمت بورتريهاتها: جوليا دنت كانتاكوزين سبيرانسكي جرانت، هالي ديفيس (زوجة ستيفن بينتون إلكينز)، القس بيرسي ستيكني جرانت والبارونة إلسا فون فريتاغ لورينغهوفن وغريس كوليدج وعبد البهاء وبهية خانوم.

## الكتابة

### الكتب
- Thompson، Juliet؛ Marzieh Gail (1983). The diary of Juliet Thompson. Kalimat Press. ص. 396. ISBN:978-0-933770-27-0. مؤرشف من الأصل في 2024-09-21.
- Thompson، Juliet (1998). Un maître persan à Thonon-les-Bains. Editions Nicolas Junod. ص. 91.
- Thompson، Juliet (1939). Old Romania. C. Scribner's sons. ص. 116.
- Thompson، Juliet (1939). Abdu'l-Baha: the center of the covenant. C. Scribner's sons. ص. 116.
- Thompson، Juliet (1940). I, Mary Magdalen. Delphic Studios. ص. 224. مؤرشف من الأصل في 2025-02-19.
- Thompson، Juliet؛ Marie Sterner Gallery (1941). Yugoslavia, Mexico, abstractions, Juliet Thompson. Marie Sterner Gallery.
- Thompson، Juliet؛ Marie Sterner Gallery (1940). Paintings of Romania, Juliet Thompson. Marie Sterner Gallery.

### المقالات
- Thompson، Juliet (أغسطس 1940). "The Valley of Love". World Order.
- Thompson، Juliet (مارس 1942). "ʻAbdu'l-Baha the Center of the Covenant". World Order.
- Thompson، Juliet (Fall 1971). "A Glimpse of the Master". World Order. ج. 06 ع. 1: 47–66.
- Thompson، Juliet؛ Gail، Marzieh (Summer 1978). "Juliet Remembers Gibran; As told to Marzieh Gail". World Order. ج. 12 ع. 4: 29–31. مؤرشف من الأصل في 2025-01-14. اطلع عليه بتاريخ 2009-10-26.

## الروابط الخارجية
- السيدة جولييت تومسون، 1 يوليو 1921 (صورة لوحتها)
- السيدة جولييت تومسون، صورة كاملة الطول، واقفة، تواجه الأمام، مع صورة السيدة كوليدج.
- صورة شخصية للسيدة جولييت تومسون بواسطة أرنولد جينثي .
- صورة للسيدة جولييت تومسون مع كلبها بواسطة أرنولد جينثي .
- معرض كنودلر
- الملف الشخصي لـ AskArt

قالب:New Woman (late 19th century)